# Österreichische Gesellschaft für Unternehmensgeschichte
Die Österreichische Gesellschaft für Unternehmensgeschichte (ÖGU) ist ein österreichischer, international vernetzter Verein. Zweck des Vereins ist Forschung, Publikationstätigkeit und Lehre auf dem Gebiet der Unternehmer- und Unternehmensgeschichte sowie die aktive Verknüpfung des Forschungsgegenstandes mit der betrieblichen Praxis. Sie ist an der Karl-Franzens-Universität Graz beheimatet und dort Teil der interfakultären „Brücke WISOG“.

## Geschichte der ÖGU
Im Jahr 1971 wurde der „Verein der wissenschaftlichen Forschung auf dem Gebiete der Unternehmerbiographie und Firmengeschichte“ gegründet. Dem ersten Vorstand gehörten neben dem Vorsitzenden, Alois Brusatti, führende Persönlichkeiten aus Wirtschaft und Wissenschaft an. 1987 erfolgte die Umbenennung des Vereins in „Österreichische Gesellschaft für Unternehmensgeschichte“ (ÖGU).
Die Gesellschaft kann seit ihrer Gründung auf eine kontinuierliche Publikationstätigkeit verweisen. An den Veröffentlichungen der ÖGU haben neben den führenden österreichischen Wirtschaftshistorikern und -historikerinnen internationale Historiker wie Herman Freudenberger, Terence Gourvish, Håkan Lindgren, Toni Pierenkemper, Hans Pohl, Alice Teichova, Richard Tilly, Wilhelm Treue mitgewirkt. Die Gesellschaft ist mit zahlreichen österreichischen Wirtschafts- und Unternehmensarchiven vernetzt.
2021 verlegte die ÖGU ihren Sitz von Wien nach Graz, wo sie nunmehr am Institut für Wirtschafts-, Sozial- und Unternehmensgeschichte der Karl-Franzens-Universität ansässig ist.
Die ÖGU kooperiert eng mit der italienischen Associazione Studi Storici sull'Impresa (ASSI) und der deutschen Gesellschaft für Unternehmensgeschichte e.V. (GUG).

## Vorsitzende der ÖGU seit 1971
- 1971 – 1992 Alois Brusatti
- 1992 – 2008 Alois Mosser
- 2008 – 2013 Andreas Resch
- 2013 – 2021 Peter Berger
- seit 2021 Walter M. Iber

## Vorstand und wissenschaftlicher Beirat (aktuell)

### Mitglieder des Vorstandes (Periode 2023–2025)
- Walter M. Iber (Vorsitzender)
- Werner Drobesch
- Charlotte Natmeßnig (†)[4]
- Michael Neumann (Kassier)
- Peter Eigner
- Katharina Bergmann-Pfleger (Schriftführerin)

### Mitglieder des wissenschaftlichen Beirates (Periode 2024–2026)
- Thomas Krautzer, Leiter des Instituts für Wirtschafts-, Sozial- und Unternehmensgeschichte an der Karl-Franzens-Universität Graz (Vorsitzender)[5]
- Andrea H. Schneider-Braunberger, Geschäftsführerin der Gesellschaft für Unternehmensgeschichte e.V. (GUG), Frankfurt am Main (Stellvertretende-Vorsitzende)[6]
- Stephanie Decker, University of Birmingham Business School[7]
- Rainer Karlsch, freischaffender Wirtschafts- und Unternehmenshistoriker, Berlin; zuletzt wissenschaftlicher Mitarbeiter am Institut für Zeitgeschichte, München – Berlin
- Markus Lampe, Leiter des Instituts für Wirtschafts- und Sozialgeschichte an der Wirtschaftsuniversität Wien[8]
- Ernst Langthaler, Leiter des Instituts für Sozial- und Wirtschaftsgeschichte an der Johannes-Kepler-Universität Linz[9]
- Ágnes Pogány, Leiterin der Arbeitsgruppe Business History Research an der Eötvös-Loránd-Universität Budapest[10]
- Nikolaus Reisinger, Stellvertretender Institutsleiter des Instituts für Geschichte an der Karl-Franzens-Universität Graz[11]
- Luciano Renato Segreto, Dipartimento di Scienze per l'Economia e l'Impresa, Universität Florenz[12]
- Gerhard Siegl, Geschäftsführer des Wirtschaftsarchivs Vorarlberg, Feldkirch[13]

## ÖGU Schriftenreihe
(Volltexte siehe ÖGU)
- Band 1: Firmengeschichte – Unternehmensbiographie – Historische Betriebsanalyse
- Band 2: Firmengeschichte und Betriebswirtschaft
- Band 3: Historische Betriebsanalyse. Quellen und Darstellungen
- Band 4: Der Unternehmerbegriff. Eine Aufgabe der Forschung
- Band 5: Unternehmer und leitende Angestellte
- Band 6: Wandel des Unternehmerbegriffes
- Band 7: Investitionen in Industrie und Gewerbe. Finanzierungsformen
- Band 8: Der Unternehmer und die Geschichte. Festschrift für Alois Brusatti
- Band 9: Unternehmen und freie Unternehmerverbände
- Band 10: Management und Organisation
- Band 11: Volkswirtschaftliche und betriebswirtschaftliche Probleme bei sinkendem Geldwert
- Band 12: Landwirtschaft und Raiffeisen. Geschichte, Strukturen, Institutionen
- Band 13: Unternehmer und Unternehmen. Festschrift für Alois Brusatti
- Band 14: Familienunternehmen
- Band 15: Corporate Identity und Geschichtsbewusstsein
- Band 17: Krisen und Krisenmanagement
- Band 18: Konzentration und Ausgliederung im Unternehmensbereich
- Band 19: Historische Betriebsanalyse und Unternehmer
- Band 20: Österreichs Weg zum Euro. Aspekte – Perspektiven – Handlungsspielräume
- Band 21: Business History. Wissenschaftliche Entwicklungstrends und Studien aus Zentraleuropa
- Band 22: Vermögensweitergabe und Unternehmensnachfolge
- Band 23: Kartelle in Österreich
- Band 24: Genua und das Habsburgerreich
- Band 25: Ottakringer – Eine Unternehmensgeschichte unter besonderer Berücksichtigung der Eigentümerverhältnisse
- Band 26: Vom Familienunternehmen zur Unternehmensfamilie
- Band 27: „Freissler“ und die österreichische Aufzugsindustrie 1868 bis 1969
- Band 28: Unternehmertum im Spannungsfeld von Politik und Gesellschaft
- Band 29: Die vielen Gesichter des wirtschaftlichen Wandels
- Band 30: Entrepreneurship in schwierigen Zeiten
- Band 31: Pittel+Brausewetter